# Angela Perez Baraquio
Angela Perez Baraquio Grey, née le 1er juin 1976 à Honolulu dans l'État d'Hawaï, est couronnée Miss Hawaii (en) 2000 puis Miss America 2001.

### Source de la traduction
- (en) Cet article est partiellement ou en totalité issu de l’article de Wikipédia en anglais intitulé « Angela Perez Baraquio » (voir la liste des auteurs).